# Кейт Шопен
Кетрін О'Флаєрті (англ. англ. Catherine O'Flaherty), пізніше Кейт Шопен (8 лютого 1850 , Сент-Луїс, Міссурі  — 22 серпня 1904 , Сент-Луїс, Міссурі ) (англ. Kate Chopin) — американська письменниця, одна з зачинательок фемінізму в США, класикиня американської феміністської літератури.
Творчість Кейт Шопен привернула увагу літературознавців у 1990-х. Причинами стали складна творча доля письменниці і її літературного доробку. Лише з 1969 року завдяки розвитку феміністської критики, а відтак через зростання уваги до жіночої прози, відбулось «відкриття» Кейт Шопен в США норвезьким літературознавцем і критиком американської літератури Пером Сейерстедом.
Відомий американський дослідник її творчості Бернард Колоски в статті «Надія, лють і гармонія в романі Кейт Шопен „В омані“» (Hope, Violence, and Balance in Kate Chopin's At Fault) розкриває широкий діапазон прочитання її творів, описує самобутність реалізації різнорідного життєвого матеріалу в художній практиці

## Життєпис
Кетрін О'Флаерті народилася 1850 року в місті Сент-Луїс (штат Міссурі) в ірландсько-французькій родині. 
У 1870 році вступила в шлюб з Оскаром Шопеном і переїхала з ним до Нового Орлеану, а потім — на невелику плантацію в штаті Луїзіана. Народила шестеро дітей. Після смерті чоловіка в 1882 році Кейт Шопен повернулася до рідного Сент-Луїса, де зайнялася письменницькою діяльністю. 
До початку 1890-х рр. вона регулярно писала короткі оповідання, статті та робила переклади, які публікувалися в місцевій періодиці. 1899 року вийшов її роман «Пробудження» (The Awakening, 1899), багатьма сучасниками був сприйнятий негативно. У книзі йдеться про жінку, яка опинилася затиснутою обмеженнями, накладеними на неї, соціальними й суспільними «традиціями», які всіляко засуджували порушення подружньої вірності. Після скандалу, пов'язаного з «Пробудженням», за який Шопен звинувачували в аморальності, вона стала писати значно менше, перейшовши до коротких оповідань. 
Кейт Шопен померла в 1904 році у віці 54 роки від інсульту.
Твори Кейт Шопен отримали високу оцінку і набули великої актуальності лише в XX столітті, завдячуючи зростанню феміністичного руху. Письменниця стала розглядатися як одна з найзначущіших постатей фемінізму в США.

## Вибрані твори
- 1890 — «Винна» («At Fault»)
- 1893 — «Дитина Дезіре» («Désirée's Baby»)
- 1894 — Bayou Folk
- 1897 — «Ніч в Аркадії» («A Night in Arcadie»)
- 1899 — «Пробудження» («The Awakening»)